# Erannis holmgreni
Erannis holmgreni là một loài bướm đêm trong họ Geometridae.